# Fête de la morue
La fête de la morue de la ville de Bègles en Gironde, est une manifestation annuelle créée en 1996 et s'étalant sur 3 jours, généralement fin mai ou début juin. Outre la dégustation de plats à base de morue, pour célébrer l'historique de la ville en matière de salage du cabillaud, la fête propose de nombreuses animations telles que concerts, expositions théâtre ou cirque.

## Historique
Bègles fut en effet le plus grand centre morutier de France durant tout le XIXe siècle et la première moitié du XXe siècle.
La première édition s'est tenue en 1996, et se déroule tous les ans lors d'un des 1ers week-end de juin ou parfois fin mai.
Durant 3 jours (vendredi, samedi et dimanche), la fête est rythmée par des concerts (avec parfois des artistes (relativement) connus tels que Touré Kounda, Paris Combo, Edgar de l'Est, Sangria gratuite, Metisolea, Mayra Andrade, etc.), des animations, des expositions, des spectacles de rue, un feu d'artifice, une omelette géante, une dictée maritime, des ateliers de cuisine, l'apéro du marin, etc.
La fête se tient au Stade André-Moga, à la place du Bicentenaire, à la place Saky Limousin et les rues du "village de la morue".
Réunissant initialement quelques milliers de visiteurs, son audience a augmenté avec 40 000 visiteurs en 2000, et environ 60 000 à partir de l’année suivante.
Une quarantaine de restaurants béglais et du sud de l'agglomération de Bordeaux participent à la Fête en proposant des plats à base de morue. 
De 2002 à 2011, chaque édition permet de découvrir un pays, une région, une ville liée à la morue :
- 2002 :  le Portugal, patrie symbolique de la morue.
- 2003 :  le port morutier de Kristiansund (Norvège)
- 2004 :  les Caraïbes.
- 2005 :  port de Binic (Bretagne, France), lui aussi organisateur d’une Fête de la morue.
- 2006 :  Islande
- 2008 :  Afrique
- 2009 :  Pays basque
- 2010 :  Gaspésie (Québec)

Depuis 2011, chaque édition s'articule autour d'un thème :
- 2011 : le hareng ("cousin" de la morue)
- 2012 : la pomme de terre d'Eysines (qui s'utilise pour la brandade)
- 2013 : jazz et samba
- 2014 : la jeunesse a du talent
- 2015 : la Morue fête sa 20e édition ! Avec des concerts de Mayra Andrade et Karimouche
- 2016 : l'art et l'artisan
- 2017 : c'est du sport
- 2018 : la Belle Époque
- 2019 : le Brésil[1]
- 2020 : l'Espagne (annulé à cause de la Covid-19)
- 2021 : Pour son édition 2021, en raison de la situation sanitaire, « la Fête de la Morue » devient « la Morue est dans la plage » et s’installe à Bègles Plage du 10 au 11 septembre. Concert de Duende le vendredi.
- 2022 : 60 ans de jumelage entre Bègles et Suhl.
- 2023 : l'Espagne (thème prévu en 2020, édition annulée)
- 2024 : l'Irlande et la Fête de la Saint-Patrick
- 2025 : le Portugal pour célébrer l'amitié entre Bègles et la ville d'Arcos de Valdevez [2]